# Giovany Jeannot
Giovany Miche Jeannot (ur. 22 września 1975) – maurytyjski piłkarz grający na pozycji napastnika. W swojej karierze rozegrał 21 meczów i strzelił 3 gole w reprezentacji Mauritiusa.

## Kariera klubowa
Swoją karierę piłkarską Jeannot rozpoczął w południowokoreańskim klubie Ulsan Hyundai FC. W 1996 roku zadebiutował w nim w pierwszej lidze koreańskiej. W debiutanckim sezonie wywalczył z nim mistrzostwo Korei Południowej. W 1997 roku wrócił na Mauritius i w sezonie 1997/1998 wywalczył wicemistrzostwo kraju z klubem Sunrise Flacq United SC. W latach 1998–2000 występował w Scouts Club, z którym w sezonie 1998/1999 został wicemistrzem Mauritiusa. W latach 2002–2015 był piłkarzem AS Port-Louis 2000, w którym zakończył karierę. Wraz z nim pięciokrotnie został mistrzem kraju w sezonach 2002, 2003, 2003/2004, 2004/2005 i 2011 oraz czterokrotnie wicemistrzostwo w sezonach 2010, 2011/2012, 2012/2013 i 2014/2015. Zdobył też dwa Puchary Mauritiusa w latach 2002 i 2005.

## Kariera reprezentacyjna
W reprezentacji Mauritiusa Jeannot zadebiutował 11 sierpnia 1996 roku w wygranym 1:0 meczu kwalifikacji do Pucharu Narodów Afryki 1998 z Seszelami. Od 1996 do 2007 wystąpił w kadrze narodowej 21 razy i strzelił 3 gole.